# Listă de comune din județul Olt
Această listă de comune din județul Olt cuprinde toate cele 104 comune din județul Olt în ordine alfabetică.

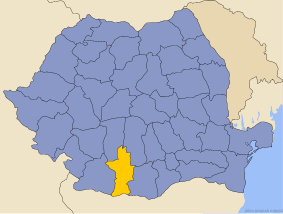
Judeţul Olt

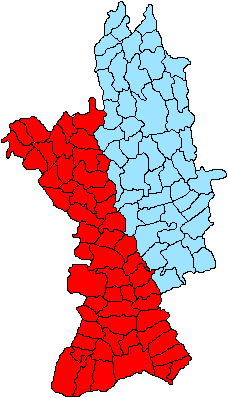
Comunele situate la răsărit de Olt (în Muntenia) sunt trecute în culoare verde. Comunele situate la apus de Olt (în Oltenia) sunt trecute în culoare roşie

1. Baldovinești
2. Băbiciu
3. Bălteni
4. Bărăști
5. Bârza
6. Bobicești
7. Brastavățu
8. Brâncoveni
9. Brebeni
10. Bucinișu
11. Călui
12. Cârlogani
13. Cezieni
14. Cilieni
15. Colonești
16. Corbu
17. Coteana
18. Crâmpoia
19. Cungrea
20. Curtișoara
21. Dăneasa
22. Deveselu
23. Dobrețu
24. Dobrosloveni
25. Dobroteasa
26. Dobrun
27. Drăghiceni
28. Făgețelu
29. Fălcoiu
30. Fărcașele
31. Găneasa
32. Găvănești
33. Gârcov
34. Ghimpețeni
35. Giuvărăști
36. Gostavățu
37. Grădinari
38. Grădinile
39. Grojdibodu
40. Gura Padinii
41. Ianca
42. Iancu Jianu
43. Icoana
44. Ipotești
45. Izbiceni
46. Izvoarele
47. Leleasca
48. Mărunței
49. Mihăești
50. Milcov
51. Morunglav
52. Movileni
53. Nicolae Titulescu
54. Obârșia
55. Oboga
56. Oporelu
57. Optași-Măgura
58. Orlea
59. Osica de Jos
60. Osica de Sus
61. Pârșcoveni
62. Perieți
63. Pleșoiu
64. Poboru
65. Priseaca
66. Radomirești
67. Redea
68. Rotunda
69. Rusănești
70. Sâmburești
71. Sârbii-Măgura
72. Scărișoara
73. Schitu
74. Seaca
75. Slătioara
76. Spineni
77. Sprâncenata
78. Stoenești
79. Stoicănești
80. Strejești
81. Studina
82. Șerbănești
83. Șopârlița
84. Ștefan cel Mare
85. Tătulești
86. Teslui
87. Tia Mare
88. Topana
89. Traian
90. Tufeni
91. Urzica
92. Valea Mare
93. Vădastra
94. Vădăstrița
95. Văleni
96. Vâlcele
97. Verguleasa
98. Vișina
99. Vișina Nouă
100. Vitomirești
101. Vlădila
102. Voineasa
103. Vulpeni
104. Vulturești